# رأس بواك
رأس بواك هو رأس جزائري يقع في ولاية بجاية ، جنوب شرق رأس كاربون وشمال بجاية .
وهي جزء من الحديقة الوطنية قورايا .

## روابط خارجية
- dz.geoview رأس بواك